# Taft (tkanina)

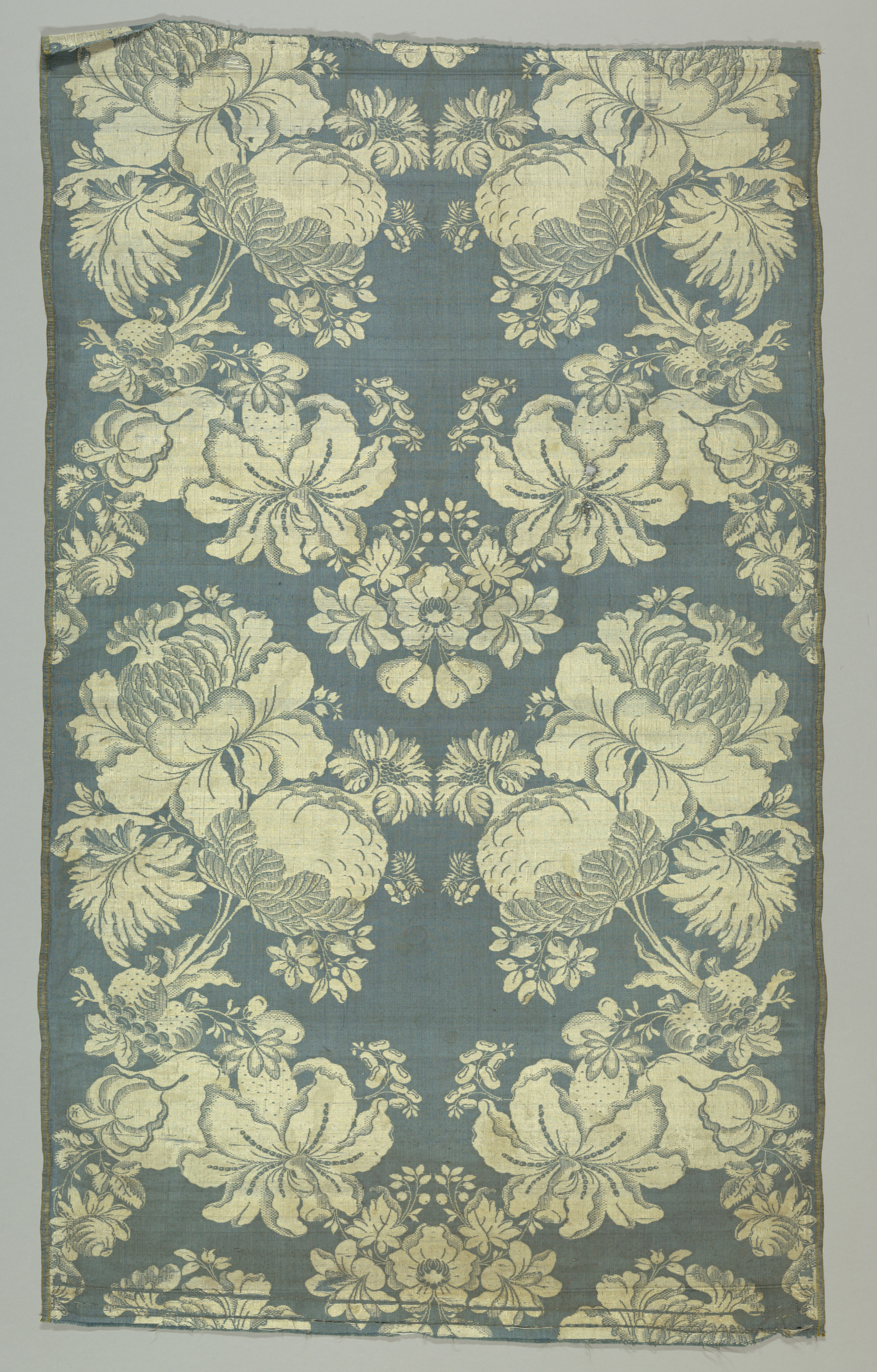
Hedvábný taft flér z 1. poloviny 19. století (Smithsonian Design Museum v New Yorku)

Taft je hustá tkanina s jemným žebrováním z přírodního hedvábí nebo umělovlákenných filamentů.
Název taft je odvozený z perštiny, (pravděpodobně: taftah = hedvábná nebo lněná tkanina). Přes Persii se taft dostal před mnoha staletími do Evropy, jeho původ není známý.

## Způsob výroby

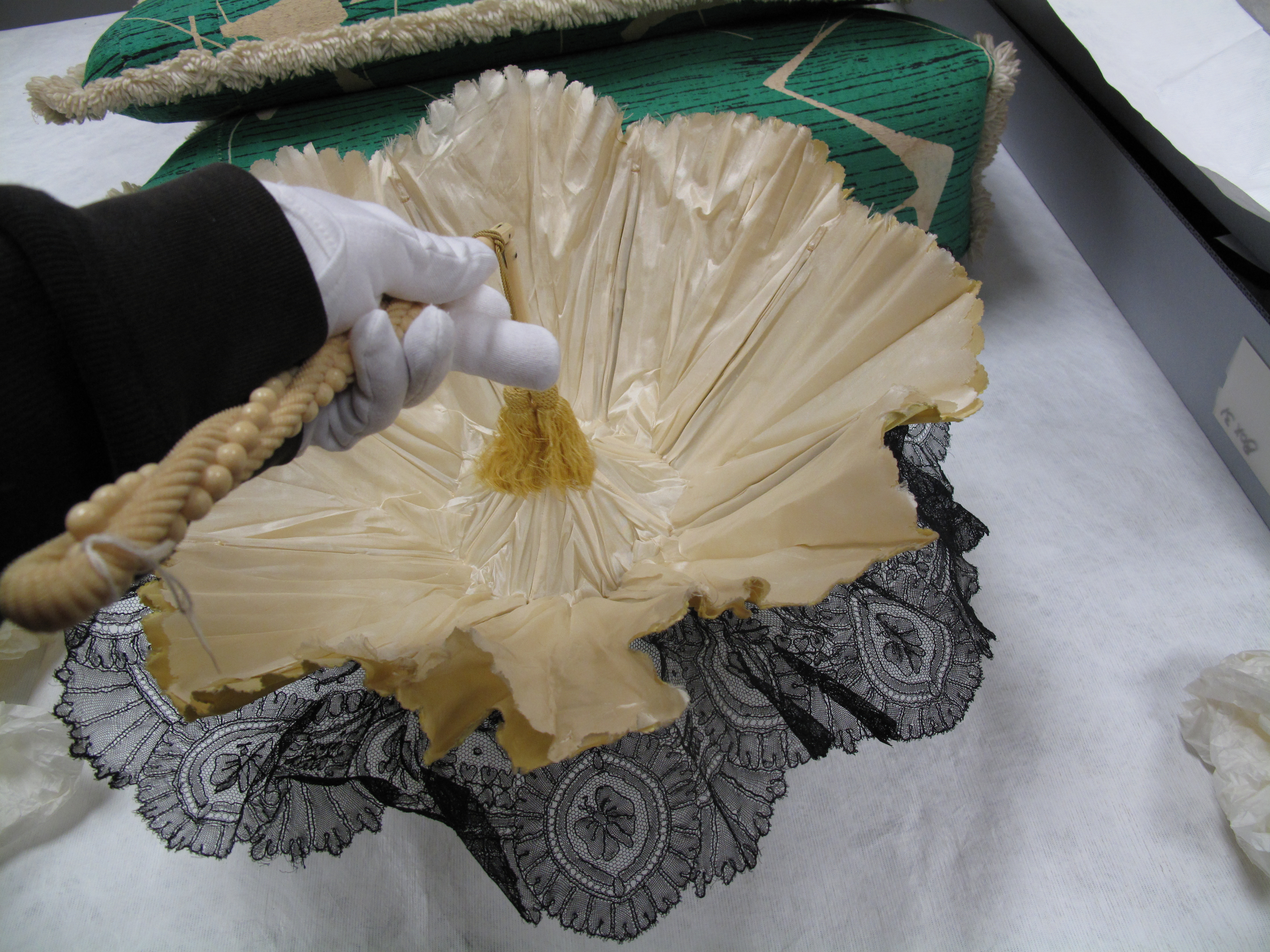
Taftová podšívka na slunečníku z černé krajky na žlutém saténu (Anglie kolem roku 1900)

Taft se tká v plátnové vazbě, v původním složení byla osnova z organzínu (22-24 dtex) s 50-120 nitěmi na cm a útek z tramy (40-44 dtex) v hustotě 40-70 nití/cm. Osnovní niti mají zpravidla poloviční tloušťku a dvojnásobnou hustotu oproti útku. Taft z umělých vláken má obvykle vyšší hmotnost.
V závislosti na druhu taftu se tkanina vyrábí z barevné příze nebo se barví v kuse.

## Druhy a vlastnosti taftu

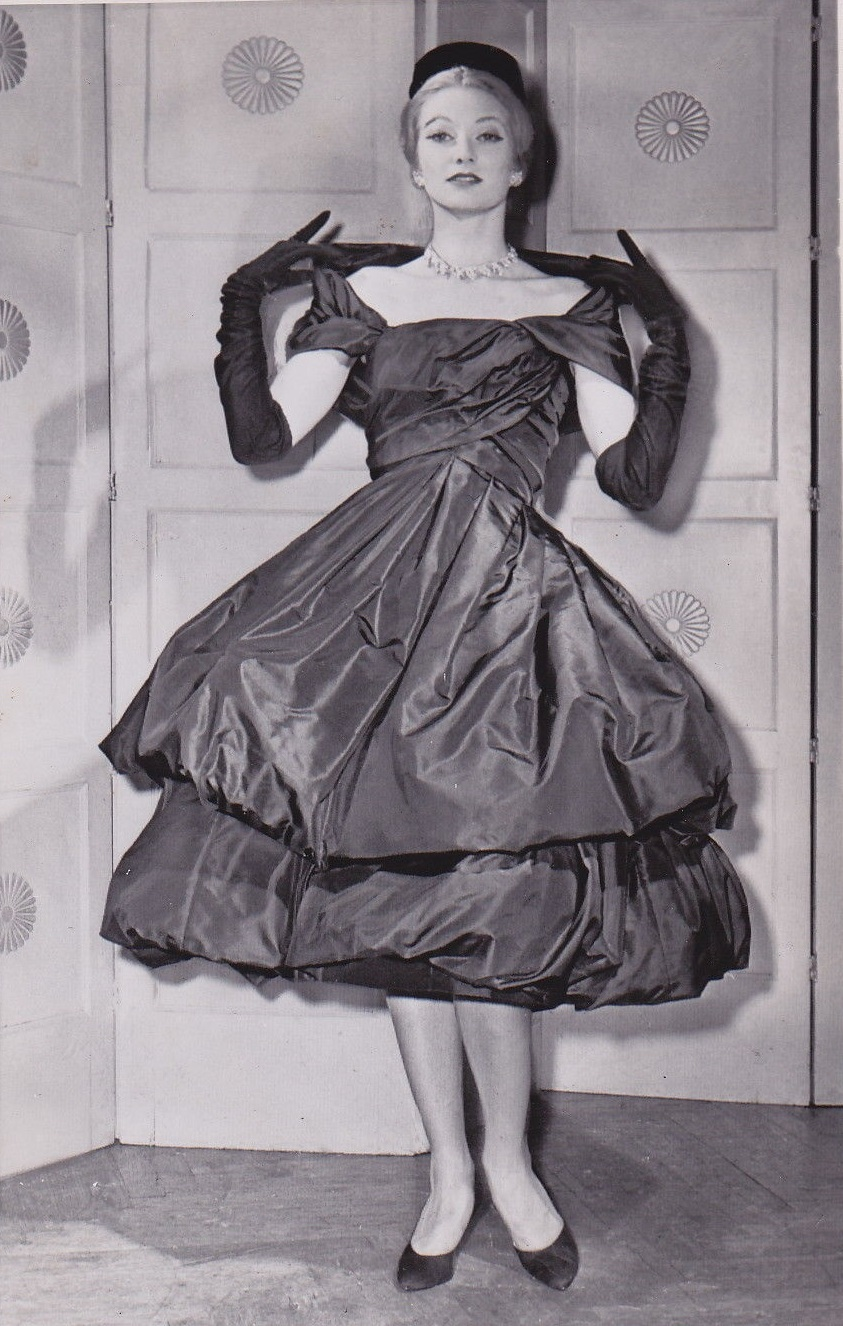
Černý hedvábný taft – z kolekce Christiana Diora z roku 1959 podle návrhu Saint Laurenta

Tkanina se vyznačuje jemným příčným žebrováním, mírně kovovým leskem a tužším omakem.
Z mnoha druhů patří k nejznámějším: taft brožé, taft chameleon (z různobarevných nití), taft flér (potištěný s květinovým vzory), taft glasé (osnova a útek v různých barvách), taft mušelín (lehký, vzdušný), taft satén (ve vazbě osnovního atlasu), taft šanžán (útek v několika různých barvách), taft šiné (z potištěné osnovy), taftalín (s měkkým omakem).

## Použití
Taftové tkaniny se používají zejména na dámské šaty ke zvláštním příležitostem, dámské spodní prádlo, podšívku, deštníky.
Z historie je například známé, že bratři Montgolfierové použili v roce 1782 ke svým pokusům horkovzdušný balon z taftové tkaniny.